# Patsy De Forest
Patsy De Forest (1º maggio 1894 – agosto 1966) è stata un'attrice statunitense del cinema muto che, fin da bambina, aveva calcato il palcoscenico, recitando a teatro.
Nella sua carriera, usò anche i nomi di Patsey De Forest, Patsy De Forrest e Patsy DeForest.

## Biografia
Lavorò nel cinema dal 1912 al 1920, interpretando in questo periodo più di ottanta pellicole, oltre trenta delle quali girate nel 1915 e un'altra trentina nel 1916. Apparve in film di varie compagnie, dalla Lubin Manufacturing Company alla Vitagraph e alla Fox Film Corporation. A metà degli anni dieci, alla Vitagraph, prese parte a numerose comiche di Larry Semon.
Sunset Sprague, un western del 1920 nel quale aveva il ruolo della protagonista femminile, fu la sua ultima apparizione sullo schermo. Negli anni dieci, il suo nome - soprattutto come chorus girl - era apparso nel cartellone di alcuni spettacoli musicali di Broadway.
Patsy De Forest morì nell'agosto 1966 all'età di 72 anni.

## Filmografia
- Wifey's Ma Comes Back, regia di Arthur Hotaling (1912)
- Patsy at School, regia di Percy Winter (1914)
- Patsy's First Love
- Feel My Muscle (1915)
- Patsy at College
- Patsy's Vacation
- Patsy in Business
- Patsy on a Trolley Car
- Patsy in a Seminary
- His Soul Mate, regia di Joseph Kaufman (1915)
- Patsy at the Seashore
- Patsy's Elopement
- The Human Investment, regia di George Terwilliger (1915)
- Patsy Among the Fairies
- Patsy in Town
- Patsy Among the Smugglers
- Patsy on a Yacht
- Patsy, Married and Settled
- Out for a Stroll
- The New Butler, regia di Arthur D. Hotaling (1915)
- A Day on the Force
- The New Valet
- Wifie's Ma Comes Back
- When Wifie Sleeps
- Billie's Heiress
- Billie's Debut
- Queenie of the Nile
- Think of the Money
- Playing Horse
- The Cellar Spy
- His Three Brides
- Blaming the Duck, or Ducking the Blame
- And the Parrot Said...?
- The Great Detective, regia di Edwin McKim (1915)
- This Isn't the Life
- His Lordship, regia di Edwin McKim (1916)
- Fooling Uncle, regia di Edwin McKim (1916)
- The New Janitor, regia di Edwin McKim (1916)
- The Butler, regia di Edwin McKim (1916)
- The Fatal Bean
- Otto the Bellboy
- Frocks and Frills
- Skirts and Cinders
- Otto the Artist
- Otto the Hero
- Trilby Frilled
- Otto the Reporter
- Otto the Cobbler
- Otto's Legacy
- No Place Like Jail, regia di Edwin McKim (1916)
- Otto the Traffic Cop
- Otto's Vacation
- Otto the Sleuth
- Otto, the Salesman
- Otto, the Gardener, regia di Edwin McKim (1916)
- Romance and Roughhouse, regia di Lawrence Semon (Larry Semon) (1916)
- There and Back, regia di Lawrence Semon (Larry Semon) (1916)
- A Villainous Villain, regia di Lawrence Semon (Larry Semon) (1916)
- Love and Loot, regia di Lawrence Semon (Larry Semon) (1916)
- Sand, Scamps and Strategy, regia di Lawrence Semon (Larry Semon) (1916)
- She Who Last Laughs, regia di Lawrence Semon (Larry Semon) (1916)
- Walls and Wallops, regia di Lawrence Semon (Larry Semon) (1916)
- Jumps and Jealousy, regia di Lawrence Semon (Larry Semon) (1916)
- His Conscious Conscience, regia di Lawrence Semon (Larry Semon) (1916)
- Hash and Havoc, regia di Lawrence Semon (Larry Semon) (1916)
- Help! Help! Help!, regia di Lawrence Semon (Larry Semon) (1916)
- Rah! Rah! Rah!, regia di Lawrence Semon (Larry Semon) (1916)
- Shanks and Chivalry, regia di Lawrence Semon (Larry Semon) (1916)
- Speed and Spunk, regia di Lawrence Semon (Larry Semon) (1916)
- Bullies and Bullets, regia di Lawrence Semon (Larry Semon) (1916)
- Cops and Cussedness, regia di Lawrence Semon (Larry Semon) (1916)
- The Gift of the Magi, regia di Brinsley Shaw (1917)
- Her Secret, regia di Perry N. Vekroff (1917)
- An Alabaster Box, regia di Chester Withey (1917)
- The Guilty Party, regia di Thomas R. Mills (1917)
- The Love Doctor, regia di Paul Scardon (1917)
- A Night in New Arabia, regia di Thomas R. Mills (1917)
- The Last Leaf, regia di Ashley Miller (1917)
- A Madison Square Arabian Night
- Lost on Dress Parade
- Bullin' the Bullsheviki
- My Girl Suzanne
- Square Shooter
- Sunset Sprague, regia di Paul Cazeneuve e Thomas N. Heffron (1920)

## Spettacoli teatrali
- All Aboard (Broadway, 5 giugno 1913)
- The Red Canary (Broadway, 13 aprile 1914)
- The Peasant Girl (Broadway, 2 marzo 1915)
- Come Along (Broadway, 8 aprile 1919)
- Oh, What A Girl! (Broadway, 28 luglio 1919)